# Stro Uruguay
La Fundación Stro Uruguay (STRO), es una organización autónoma y sin fines de lucro oficialmente creada el 12 de marzo de 2008 y pertenece al Grupo STRO (Utrecht, Países Bajos). 
Trabaja en el área de microcréditos apoyando y promoviendo el desarrollo de los diferentes sectores de la sociedad vinculados con las actividades del sector empresarial, particularmente con las micro, pequeña y mediana empresa, a través de la implementación de modelos de intercambio de bienes y servicios y de interacción social, basados en principios de equidad, reciprocidad, sostenibilidad, y legalidad; mediante alianzas de sectores públicos y privados, a nivel local e internacional.

## Institución
Con el objetivo de contribuir al alivio de economías sumergidas, la Fundación STRO Uruguay ha enfocado su área de especialización en la investigación, desarrollo e implementación de métodos alternativos monetarios, así como el desarrollo e implementación de tecnologías informáticas al servicio de los mismos.
Las principales donaciones recibidas por la Fundación STRO en Uruguay son fondos de cooperación bilateral del gobierno de Holanda y fondos propios del STRO Group, sustentados con aportes del sector público y privado de ese país.
Luego de la importante crisis financiera acaecida en Uruguay en el año 2002, la Fundación STRO identificó en este país, una oportunidad para la aplicación de uno de sus métodos monetarios, buscando contribuir a la reactivación de la economía local.
De esta forma, la Fundación STRO inicia sus primeros contactos institucionales en Uruguay en el año 2006 logrando un importante apoyo a nivel gubernamental para la implementación de un *Circuito de Crédito Comercial (C3) C3 Uruguay, método monetario adaptable a la situación del país.

## Raíces holandesas
STRO Group - Movimiento de Comercio Social fue creado en 1970 en los Países Bajos, en Utrecht, Holanda, como movimiento ambientalista.

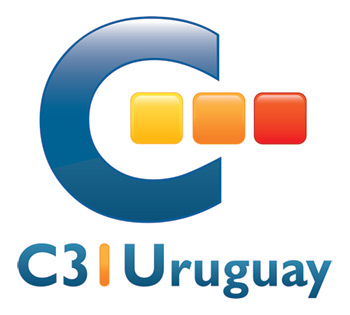
Logo C3 Uruguay

En los últimos 15 años, tomando en cuenta lo determinante que resultan las estructuras económicas en la organización de la sociedad moderna, STRO ha enfocado su investigación e intervención hacia la temática monetaria y ha expandido su área de actuación más allá de las fronteras holandesas. En este período, la fundación se ha familiarizado con varias teorías innovadoras y se ha especializado en la creación de métodos de monedas complementarias libres de interés como forma innovadora de aproximación al desarrollo socioeconómico.
Hoy en día la Fundación STRO en Uruguay (Social Trade Organization) recientemente creada, autónoma y sin fines de lucro, forma parte de la organización internacional STRO Group. Las principales donaciones recibidas por la Fundación STRO en Uruguay son fondos de cooperación bilateral del gobierno de Holanda y fondos propios del STRO Group - Movimiento de Comercio Social, sustentado con aportes del sector público y privado de ese país.

## Objetivos en Uruguay
Promoción del comercio social
Facilitar el acceso al microcrédito para pequeñas y medianas empresas implementando una red de transacciones comerciales en Uruguay que, a través de la interacción entre sus miembros, contribuya al desarrollo de la economía local, promoviendo nuevas fuentes de empleo, mayor emprendedurismo y un comercio más justo. La Red ha sido denominada con el nombre de C3 Uruguay.
Desarrollo de tecnologías informáticas al servicio de sistemas monetarios
Desarrollar tecnología de soporte para la aplicación de los métodos elegidos para ser usados en el país y en el exterior. La incorporación de un software financiero como medio de intercambio para realizar transacciones y la administración de la Red, reduce la pesada estructura administrativa que hace a los costos operativos, permitiendo ofrecer servicios financieros a costos competitivos. Este software financiero libre que funciona en base web y a través de telefonía celular es denominado Cyclos.
I&D - Investigación y desarrollo
La Fundación STRO en Uruguay se ha planteado la necesidad de crear un espacio de discusión que sirva para el análisis y la redefinición de los métodos originalmente propuestos. La creación de un Instituto de Estudios Monetarios que actúe como centro de investigación y debate, permitirá entender y adaptar los modelos propuestos a la realidad de cada país, así como monitorear y evaluar la implementación de sus proyectos.
Por otra parte la necesidad de formación y capacitación para la futura replicación de métodos monetarios complementarios en otros países, es otro de los objetivos del instituto, operando como centro neurálgico de la región.

## Objetivos Institucionales
El Grupo STRO busca contribuir con el desarrollo económico y social de un pequeño poblado, localidad, sector industrial o hasta un país o región, basando sus actividades en los siguientes lineamientos: